# Episodi di SpongeBob (quindicesima stagione)
La quindicesima stagione di SpongeBob va in onda negli Stati Uniti d'America dal 24 luglio 2024 su Nickelodeon. In Italia va in onda dal 19 novembre 2024, con i primi cinque episodi che sono stati trasmessi sul canale Nickelodeon+1 e i seguenti su Nickelodeon.
| Nº  | Nº | Titolo originale                   | Titolo italiano                       | Prima TV         | Prima TV italiana |
| --- | -- | ---------------------------------- | ------------------------------------- | ---------------- | ----------------- |
| 307 | 1  | Sammy Suckerfish                   | Sammy Pulitore                        | 24 luglio 2024   | 19 novembre 2024  |
| 307 | 1  | Big League Bob                     | Chef di serie A                       | 25 luglio 2024   | 19 novembre 2024  |
| 308 | 2  | UpWard                             | Nota dolente                          | 3 dicembre 2024  | 20 novembre 2024  |
| 308 | 2  | Unidentified Flailing Octopus      | Calamaro non volante non identificato | 5 dicembre 2024  | 20 novembre 2024  |
| 309 | 3  | Bad Luck Bob                       | Abbandonato dalla fortuna             | 9 dicembre 2024  | 21 novembre 2024  |
| 309 | 3  | The Sandman Cometh                 | L'omino del sonno                     | 11 dicembre 2024 | 21 novembre 2024  |
| 310 | 4  | Biscuit Ballyhoo                   | Guerra all'ultimo biscotto            | 13 dicembre 2024 | 22 novembre 2024  |
| 310 | 4  | Student Driver Survivor            | Scuola di guida e sopravvivenza       | 17 dicembre 2024 | 22 novembre 2024  |
| 311 | 5  | Wiener Takes All                   | Promozione trappola                   | 19 dicembre 2024 | 23 novembre 2024  |
| 311 | 5  | Stuck in an Elevator               | Bloccati in ascensore                 | 24 dicembre 2024 | 23 novembre 2024  |
| 312 | 6  | Squidness Protection               | Squiddy sotto protezione              | 14 febbraio 2025 | 21 dicembre 2024  |
| 312 | 6  | Dome Alone                         | Sola nella biosfera                   | 14 febbraio 2025 | 21 dicembre 2024  |
| 313 | 7  | Wary Gary                          | Gary il diffidente                    | 21 febbraio 2025 | 21 dicembre 2024  |
| 313 | 7  | Pinned                             | Bloccato                              | 21 febbraio 2025 | 21 dicembre 2024  |
| 314 | 8  | Jeffy T's Prankwell Emporium       | L'emporio degli scherzi di Jeffy T    | 28 febbraio 2025 | 19 maggio 2025    |
| 314 | 8  | A Taste of Plankton                | Sapore di Plankton                    | 28 febbraio 2025 | 19 maggio 2025    |
| 315 | 9  | Smartificial Intelligence          | Il talento di Perch Perkins           | 7 marzo 2025     | 20 maggio 2025    |
| 315 | 9  | Firehouse Bob                      | Pompiere SpongeBob                    | 7 marzo 2025     | 20 maggio 2025    |
| 316 | 10 | Pablum Plankton                    | Baby Plankton                         | 14 marzo 2025    | 21 maggio 2025    |
| 316 | 10 | MuseBob ModelPants                 | Una spugna modello                    | 14 marzo 2025    | 21 maggio 2025    |
| 317 | 11 | Delivery of Doom                   | La consegna della malvagità           | 6 giugno 2025    | 22 maggio 2025    |
| 317 | 11 | My Father the Boat                 | Una barca per Perla                   | 6 giugno 2025    | 22 maggio 2025    |
| 318 | 12 | Who's Afraid of Mr. Snippers?      | _                                     | 13 giugno 2025   | _                 |
| 318 | 12 | A Fish Called Sandy                | _                                     | 13 giugno 2025   | _                 |
| 319 | 13 | Making Waves                       | _                                     | 20 giugno 2025   | _                 |
| 319 | 13 | Captain Quasar: The Next Iteration | _                                     | 20 giugno 2025   | _                 |

## Sammy Pulitore
SpongeBob scopre che il Krusty Krab è tutto sporco, ma improvvisamente, arriva un pesce pulitore di nome "Sammy" e, con l'aiuto della spugna, ripuliscono il ristorante.

## Chef di serie A
Un famoso direttore della cucina gastronomica scopre l'abilità di SpongeBob e lo invita a partecipare a una gara culinaria allo stadio. Però, deve sconfiggere tutti i concorrenti per entrare in serie A.

## Nota dolente
Miss Upturn ha un problema di trovare una persona con più talento, finché scopre che le canzoni stonate di Squiddi diventano un successo solo per lei e decide di invitarlo per diventare un calamaro famoso.

## Calamaro non volante non identificato
Visto che SpongeBob e Patrick credono all'esistenza degli alieni, Squiddi decide di fare un patto per dimostrargli che gli extraterrestri non esistono. Improvvisamente, viene rapito veramente dagli alieni che hanno la testa a forma di tiki e scopre anche che hanno rubato persino la sua casa.

## Abbandonato dalla fortuna
Grazie a un fermacravatta, cioè un portafortuna, SpongeBob diventa fortunato. Ma sfortunatamente il mattino dopo, la spugna si sveglia e iniziano a capitare una serie di sfortune, perché il suo fermacravatta è scomparso nel vassoio.

## L'omino del sonno
Patrick non riesce a dormire e decide di creare un omino fatto di sabbia. Ma per colpa della scultura, alla stella marina vengono delle allucinazioni mentre sta inseguendo uno gnomo.

## Guerra all'ultimo biscotto
Sandy, Perla, SpongeBob e Squidina, nei panni delle girl scout, raccolgono soldi per fare un viaggio su Marte vendendo i loro biscotti. Però, Mr. Krab e Squiddi, nei panni dei boy scout, decidono di rubare l'idea delle ragazze, vendendo anche loro dei biscotti.

## Scuola di guida e sopravvivenza
SpongeBob scopre che a Bikini Bottom, apre una nuova scuola guida creata da Acceleration T. Greenlight. Ma la Signora Puff pensa che per colpa del proprietario, finirà in miseria, così decide di migliorare il processo di SpongeBob nel tentativo di prendere per la prima volta la patente di guida.

## Promozione trappola
Stanco di lavorare al Krusty Krab con SpongeBob e Mr. Krab, Squiddi decide di lavorare alla "Capanna delle lagne" e, una volta assunto, il polpo riesce a godersi la vita come direttore.

## Bloccati in ascensore
Squiddi deve andare in biblioteca per restituire un libricino. Ma sfortunatamente, una volta entrato nell'edificio, viene intrappolato in un ascensore con SpongeBob e Patrick.

## Squiddy sotto protezione
Squiddi diventa incredibilmente famoso, perché dopo aver detto al proprietario del negozio di musica di chiedere se ha una lancia del suo clarinetto, arriva, però, un ladro che vuole fare una rapina. Infatti, gli agenti di polizia spiegano a Squiddi che ha una protezione.

## Sola nella biosfera
Il casco per respirare si rompe e Sandy dovrà restare da sola nella sua cupola. Infatti, la scoiattolina decide di spiare con una telecamera tutta Bikini Bottom. Ma per caso, trova Plankton che stava progettando un piano e, infatti, decide di intervenire Patrick per una missione.

## Gary il diffidente
SpongeBob vuole che Gary vada dal veterinario, ma lui non ne vuole sapere, perché ha tanto paura dei dottori.

## Bloccato
Facendo palestra, SpongeBob rimane bloccato sotto il bilanciere e cerca in tutti i modi un aiuto.

## L'emporio degli scherzi di Jeffy T
Jeffy Tentacolo, il padre burlone di Squiddi, va a casa di suo figlio per fargli visita, tuttavia, decide anche di aprire un emporio degli scherzi solo per SpongeBob e Patrick. Infatti, il trio prendono di mira il povero calamaro con uno degli scherzi di Jeffy.

## Sapore di Plankton
Plankton decide di attaccarsi alla lingua di SpongeBob per cercare di rubare la formula dei Krabby Patty. Ma per la spugna, non riesce nemmeno a sentire i sapori del Krabby Patty e quindi da al suo migliore amico Patrick la sua lingua finta. Alla fine, la lingua viene utilizzata alla gara del chum che sarà svolta al Chum Bucket.

## Il talento di Perch Perkins
Perch Perkins viene licenziato dal suo lavoro e viene sostituito da un robot con intelligenza artificiale. Infatti, con l'aiuto di SpongeBob, decide di cercare un altro lavoro.

## Pompiere SpongeBob
SpongeBob, Patrick e Squiddi decidono di lavorare come vigili del fuoco volontari nella caserma fondato da Larry l'aragosta.

## Baby Plankton
Plankton rimane scioccato quando scopre che c'è la sua faccia in tutti i prodotti per neonati nei supermercati.

## Una spugna modello
Squiddi scopre che una critica d'arte gli piace il suo dipinto grazie al volto di SpongeBob. Infatti, il polpo decide di dipingere i ritratti della spugna, per fare tanti soldi.

## La consegna della malvagità
SpongeBob viene sfidato dalla E.V.I.L. ad effettuare una consegna al loro nascondiglio segreto per soli 10 minuti.

## Una barca per Perla
Mr. Krab decide di regalare a Perla una nuova barca rossa, grazie all'aiuto del suo impiegato, SpongeBob.

## Who's Afraid of Mr. Snippers?
Squiddi e Plankton si uniscono per mettere in scena il loro spettacolo teatrale e SpongeBob viene scelto per interpretare il cattivo.

## A Fish Called Sandy
Sandy decide di procurarsi le branchie per poter vivere l'esperienza di Bikini Bottom, però, hanno uno strano effetto collaterale.

## Making Waves
Mr. Krabs e Plankton sono costretti a trascorrere del tempo insieme quando, per sbaglio, prenotano la stessa cabina su una crociera.

## Captain Quasar: The Next Iteration
SpongeBob e Squidina cercano di fondare il loro fan club di Captain Quasar, dopo essere stati cacciati da quello di Bubble Bass